# Alansmia lanigera
Alansmia lanigera är en stensöteväxtart som först beskrevs av Nicaise Augustin Desvaux, och fick sitt nu gällande namn av Moguel och M. Kessler. Alansmia lanigera ingår i släktet Alansmia och familjen Polypodiaceae. Inga underarter finns listade.